# 大鼻軟口魚
大鼻軟口魚（學名：Chondrostoma nasus）為輻鰭魚綱鯉形目雅羅魚科軟口魚屬的其中一種，分布於歐洲黑海（多瑙河、第聶伯河、南布格河、第聶伯河）、波羅的海南部（尼曼河、奧德拉河、維斯瓦河）和北海南部（西部到默茲)淡水流域，此外，它已被引入羅納河、盧瓦爾河、埃羅河和索卡/伊松佐（意大利、斯洛維尼亞）淡水流域，它是一種洄游魚類。本魚體呈紡錘形，有藍灰色金屬色鱗片和橙色尾巴，它有相對尖銳的下唇，體長可達50公分，體重可達1.5公斤，棲息在礫石底質且水流快速的溪流表層水域，成群活動，以藻類為食，繁殖期時會洄游至河川上游，雌魚將卵產在礫石上，可做為食用魚及觀賞魚。

## 扩展阅读
維基物種上的相關：大鼻軟口魚